# Antillas Neerlandesas en el Festival de la OTI
El antiguo país autónomo de las Antillas Neerlandesas hace su ingreso en el Festival de la OTI en la edición de 1974 celebrada en el balneario mexicano de Acapulco y, en dicha oportunidad, fueron representadas por Humberto Nivi con el tema "Quédate" el cual quedó en novena posición.
Durante la historia de este festival, Antillas Neerlandesas siempre mantuvo una participación discreta -ya que nunca pasaban del noveno lugar- y la única ocasión que obtuvo una destacada posición fue en 1983, en Washington D. C., con la canción "En cada nota cantaré" de Claudius Philips, quien obtuvo el cuarto lugar.
En contraste, su desempeño más desafortunado fue para la pieza interpretada por Lidwina Booi, "Amor para ti" en la edición de 1980, celebrada en Buenos Aires, Argentina, ya que no obtuvo ni un solo voto de entre los 22 participantes de dicha edición. Por otra parte el Trío Huazteca (1978 y 1991), Ced Rice (1977 y 1988) y el ya mencionado Humberto Nivi (1974 y 1992), han sido los únicos artistas que han repetido participación en el festival y, curiosamente, con dos ediciones cada uno.
Las Antillas Neerlandesas nunca organizaron una edición internacional del festival y tampoco participaron en las ediciones de 1986, 1989, 1991, 1995-97 y 2000. Es de hacer notar que en 1989 y 1991 la isla de Aruba, aunque ya no formaba parte de dicha federación como tal desde 1986, reemplazó a las Antillas Neerlandesas en dicho festival. Otra curiosidad es que la participación de 1987 fue presentada en el Festival OTI como representante de Antillas Neerlandesas-Curaçao. 
A modo de curiosidad, puede señalarse que el representante de 1981, Efrem Benita, logró alzarse 20 años después con la corona del Festival de Eurovisión 2001 en representación de Estonia, con la canción Everybody a dúo con Tanel Padar.

## Participaciones de Antillas Neerlandesas en el Festival de la OTI
| Año  | Sede             | Artista              | Canción                  | Director orquesta       | Lugar | Pts |
| ---- | ---------------- | -------------------- | ------------------------ | ----------------------- | ----- | --- |
| 1998 | San José         | Fusión Consonante    | Los niños                |                         | Desc. |     |
| 1994 | Valencia         | Boy Tide             | Libre                    |                         | SF    |     |
| 1993 | Valencia         | Melania              | Si te vuelvo a encontrar |                         | 19    |     |
| 1992 | Valencia         | Humberto Nivi        | Vivencias                |                         | -     |     |
| 1990 | Las Vegas        | Nataly Mardenborough | Mujeres                  |                         | -     |     |
| 1988 | Buenos Aires     | Ced Ride             | Canción para una nación  | Erroll "El Toro" Colina | 14    | 0   |
| 1987 | Lisboa           | Rose y Romeo Heige   | Hermanos tú y yo         | Erroll "El Toro" Colina |       |     |
| 1985 | Sevilla          | Melania Van der Veen | Adiós mi amor            |                         |       |     |
| 1984 | Ciudad de México | Gabriel Flores       | La verdad                |                         |       |     |
| 1983 | Washington D. C. | Claudius Philips     | En cada nota cantaré     |                         | 4     | 66  |
| 1982 | Lima             | Sharon Ross          | Alguien que no seas tú   |                         | 16    | 7   |
| 1981 | Ciudad de México | Efrem Benita         | Vaya un amigo            | Danilo Santinelli       | 20    | 2   |
| 1980 | Buenos Aires     | Lidwina Booi         | Amor para ti             | Pepe González           | 22    | 0   |
| 1979 | Caracas          | Don Ramón            | Mi niño                  | Roberto Montiel         | 9     | 16  |
| 1978 | Santiago         | Trío Huazteca        | Cuando un amor muere     | Roberto Montiel         | 10    | 9   |
| 1977 | Madrid           | Ced Ride             | Gente, eres tú           | Rafael Ibarbia          | 13    | 1   |
| 1976 | Acapulco         | Jossy Brokke         | El primer criollo        | Chucho Ferrer           | 13    | 2   |
| 1975 | San Juan         | George Willems       | Una flor en el balcón    | Lito Peña               | 10    | 3   |
| 1974 | Acapulco         | Humberto Nivi        | Quédate                  | Aníbal Abreu            | 10    | 3   |